# Тревожное расстройство у детей, вызванное разлукой
Тревожное расстройство у детей, вызванное разлукой (или тревожное расстройство в связи со страхом разлуки в детском возрасте) — психическое расстройство, при котором личность (ребёнок) испытывает сильную тревогу в связи с разлукой с домом или людьми, по отношению к которым имеет сильную эмоциональную привязанность (обычно родственники или близкие люди, иногда — неодушевлённые предметы, например знакомые места или любимые игрушки). В Международной классификации болезней десятого пересмотра данный диагноз входит в группу детских и подростковых «эмоциональных расстройств и расстройств поведения» (F90—F98).
Согласно Американской психологической ассоциации, тревожное расстройство — неуместное и чрезмерное ощущение страха и горя в ситуациях, связанных с разлукой с домом или объектом эмоционального контакта. При этом тревога считается нетипичной для ожидаемого уровня развития и возраста. Тревожное расстройство может оказывать значительное отрицательное влияние на повседневную жизнь ребёнка. Это влияние может быть обнаружено в социальной и эмоциональной сфере, семейной жизни, физическом здоровье и в школьной среде (например, ребёнок может отказаться ходить в школу).

## Сепарационная тревога
Сепарационная тревога (в широком смысле) является ключевым диагностическим признаком детского тревожного расстройства в связи с разлукой. Страх разлучения при тревожном расстройстве в связи с разлукой является чрезмерным, проявляется главным образом в виде беспокойства относительно возможной потери какого-либо объекта или человека, от которого ребёнок находится в зависимом положении. В узком смысле термин «сепарационная тревога» используется в психоанализе для обозначения гипотетической тревоги младенца или ребёнка по поводу вероятной утраты материнского объекта. В психоаналитической объект-теории делается акцент на страхе потерять отношения с объектами, а в инстинкт-теории — на связи сепарационной тревоги с инстинктным напряжением.

## Эпидемиология
Тревожные расстройства являются наиболее распространённым типом психопатологии у детей. По разным оценкам, они встречаются у 4—25 % детей во всем мире. Среди этих расстройств сепарационная тревога встречается чаще всего.
Тревожное расстройство в связи с разлукой поражает около 1—2 % молодых людей. У детей до пубертатного возраста встречается чаще, чем у подростков, и поражает примерно одинаковое количество лиц мужского и женского пола. Сепарационная тревога встречается в половине всех случаев тревожных расстройств у детей.

## Симптомы
Наиболее распространённые симптомы:
- Несоответствующее реальности постоянное беспокойство в связи с возможной потерей или возможными неприятностями у основных фигур, к которым привязан ребёнок (например, страх, что они покинут его и не вернутся), или постоянная озабоченность, что они могут умереть;
- Плач, истерики, отказ в участии в событиях, связанных с разлукой;
- Нарушение сна при отсутствии объекта разлуки, повторяющиеся кошмары, содержание которых связано с разлукой[9];
- Соматические симптомы — включая боль в животе, тошноту, рвоту и головную боль, а также жалобы на них даже при их отсутствии[9];
- Уклонение, отказ, нежелание и оппозиционные поведения в попытке препятствовать разделению с основной фигурой, к которой имеется привязанность[10].

Тревожное расстройство в связи со страхом разлуки, возникающее в неподходящий развитию возрастной период (например, во взрослом или подростковом возрасте) исключает данный диагноз, кроме случаев, когда сепарационная тревога анормально продолжается с детского возраста. МКБ-10 включают раннее начало (в возрасте до 6 лет) развития болезни, тогда как критерии американского Диагностического и статистического руководства по психическим расстройствам четвёртого издания DSM-IV позволяют поставить диагноз в том случае, если симптомы появились до 18 лет. В DSM-5 присутствует схожий диагноз — «расстройство сепарационной тревоги» (англ. separation anxiety disorder), но его описание и критерии отличаются от МКБ-10, так как в данный диагноз входит и страх отдаления, манифистирующий у взрослых. По критериям данного диагностического руководства, также необходима продолжительность страха и тревоги, связанных с разлукой, по меньшей мере 4 недели у детей и подростков и, 6 месяцев или более у взрослых.

## Этиология
В этиологии большую роль играют ананкастические или сенситивно-шизоидные черты характера ребёнка, нарушение родительско-детских отношений в связи с гиперопекой или эмоциональной холодностью матери, а также проходящие часто незамеченными взрослыми актуальные для ребёнка психотравмирующие ситуации (например, комплексы неполноценности или проблемы школьной адаптации).

## Диагноз
Для младенцев и детей дошкольного возраста является нормальным выражать некоторую степень тревоги в отношении реальной или угрожающей им разлуки с людьми, к которым они привязаны. Эта тревога рассматривается как проявление нормы, отражающей развитие ребёнка в период от раннего младенчества до двухлетнего возраста. Другие источники (например, Altman, McGoey и Sommer) отмечают, что данный диагноз не должен ставиться детям младше трёхлетнего возраста.
Диагностируется данное расстройство в случаях, когда страх отделения составляет основу тревоги, и когда такая тревога впервые возникает в ранние годы жизни. Она дифференцируется от нормальной тревоги в связи с разлукой по степени, которая выходит за пределы статистически возможной (включая анормальную стойкость свыше обычного возрастного периода), и по сочетанию со значительными проблемами в социальном поведении. При этом клиническая картина должна наблюдаться по меньшей мере 4 недели.
Кроме того, важно исключить генерализованное тревожное расстройство детского возраста (F93.80, в соответствии с ИДК-10).

## Лечение
Для достижения устойчивого эффекта необходимо применение этиотропной терапии. Уместны оперантные методики и когнитивная терапия, обучающая ребёнка самоутверждениям, способствующим совладанию с ситуацией и уменьшению тревожных мыслей.
Фармакологическое лечение используется в крайних случаях, когда немедикаментозные методы лечения не привели к улучшению. Могут назначаться антидепрессанты, однако нет убедительных доказательств того, что помогают трициклические антидепрессанты или бензодиазепины. Кроме того имеются ограниченные данные о том, что селективные ингибиторы обратного захвата серотонина дают симптоматическое облегчение, но нет доказательств того, что это улучшение сохраняется после прекращения медикаментозного лечения.

## У животных
Данное расстройство может наблюдаться у животных, в частности, у собак. Данное явление иногда называют синдром разлуки или тревога разлуки.